# Florida City
Florida City è un comune degli Stati Uniti d'America situato nella parte più meridionale della Contea di Miami-Dade dello Stato della Florida.
Secondo le previsioni del 2011, la città ha una popolazione di 11.511 abitanti su una superficie di 8,30 km².